# Дебриця (пам'ятка природи)
Дебриця — ботанічна пам'ятка природи місцевого значення в Україні. Об'єкт розташований на території Надвінянського району Івано-Франківської області, Дорівське лісництво, квартал 14, виділ 6.
Площа — 5,4 га. Статус отриманий у 2008 році.